# Eugen Pollak
Eugen Pollak (ur. 12 czerwca 1890 w Bielitz, zm. 9 kwietnia 1953 w Manchesterze) – austriacki lekarz neurolog i neuropatolog żydowskiego pochodzenia.
Studiował neurologię i psychiatrię na Uniwersytecie Wiedeńskim, u Heinricha Obersteinera, Juliusa Wagnera von Jauregga i Ottona Marburga. Od 1912 roku pracował w wiedeńskim Instytucie Neurologicznym nad morfologią neurogleju. Był demonstratorem od 1915 do 1916 roku i asystentem w latach 1919–1925. W 1924 uzyskał habilitację i został Privatdozentem. Redaktor „Jahrbücher für Psychiatrie und Neurologie”. Po zajęciu Austrii przez nazistów emigrował do Wielkiej Brytanii. Współpracował z Pío del Río-Hortegą. Zmarł w 1953 roku w Manchesterze.